# Direttore sanitario
Il direttore sanitario in Italia è un dirigente medico che deve garantire la guida, la supervisione e la qualità ad una struttura sanitaria, pubblica o privata.

## Storia
La figura venne istituita dal Regio decreto 30 settembre 1938, n. 1631 che prevedeva che ogni ospedale dovesse avere un direttore sanitario, poi consolidatasi con la legge 30 dicembre n. 
412/1991. Il Decreto Legislativo 30 dicembre 1992, n. 502 ed il successivo DPR 10 dicembre 1997 n. 484 hanno distinto tra il Direttore Medico di Presidio ospedaliero (medico igienista con sette anni di anzianità) e il Direttore Sanitario Aziendale (dirigente medico scelto dal Direttore Generale da una rosa di dirigenti con cinque anni di anzianità presenti negli Elenchi regionali dei Direttori sanitari di Azienda).
La legge 7 agosto 2015, n. 124 ha introdotto nuovi requisiti per la loro nomina, nonché la revoca dall'incarico per il mancato raggiungimento degli obiettivi loro assegnati.

## Compiti e funzioni
Il direttore sanitario è il garante ultimo dell'assistenza sanitaria ai pazienti e del coordinamento del personale sanitario operante nella struttura; negli ospedali è il dirigente più alto in grado incaricato di "dirigere l'ospedale cui è preposto ai fini igienico-sanitari" (art. 5 DPR 27 marzo 1969, n. 128).
In Italia i  Decreti Legislativi 502/92, 517/93 e 229/1999 disciplinano le caratteristiche che deve avere il  Direttore Sanitario Aziendale.
L'art. 3 comma 7 del D.Lgs. 502/92 e s.m.i.  definisce "il direttore è un medico che, all'atto del conferimento dell'incarico, non abbia compiuto il sessantacinquesimo anno di età e che abbia svolto per almeno 5 anni qualificata attività di direzione tecnico-sanitaria in enti o strutture sanitarie, pubbliche o private di media o grande dimensione.   
Egli infatti ha il compito di far rispettare le normative nazionali e regionali all'interno dell'ospedale che dirige, nonché le norme del Codice di Deontologia medica, verifica il possesso dei titoli del personale sanitario, l'appropriatezza delle prestazioni medico-chirurgiche erogate, la qualità della documentazione sanitaria prodotta, il controllo igienico-sanitario e funzionale degli ambienti di lavoro, dei presidi, delle apparecchiature elettromedicali, la corretta conservazione dei dispositivi medici e dei farmaci (coadiuvato dal farmacista ospedaliero), il rispetto delle segnalazioni obbligatorie, il corretto smaltimento dei rifiuti solidi e liquidi, presiede comitati interni quali il Comitato per la lotta alle infezioni correlate all'assistenza (CIO), organizza i servizi a tutela dei pazienti quali l'Ufficio Relazioni col Pubblico (URP), il Comitato Ospedale Senza Dolore (COSD), organizza la logistica dei pazienti, dei visitatori, dei fornitori, governa la gestione del rischio clinico, cura i rapporti istituzionali con gli organi di controllo esterni e interni, la comunicazione e i contenuti della pubblicità sanitaria.